# 닛세이추오역
닛세이추오역(일본어: 日生中央駅, やましたえき)은 일본 효고현 가와베군 이나가와정에 있는 노세 전철 닛세이 선의 역이다. 역 번호는 NS21이다.
역명의 "닛세이"는 한큐 닛세이 뉴타운의 개발자인 닛폰 생명보험에 유래한다.

## 개요
가와니시 시와 시 경계 부근에 위치하고 이나가와 정에서 유일한 역으로, 닛세이 선의 종착역이다.
노세・한큐 다카라즈카 본선의 최고 우등 열차인 특급 "닛세이 익스프레스"의 시・종점이자 오사카 시내로 환승 없이 접근할 수 있다. 일찍이, 개통 당초에는 직통처의 한큐 사양의 역명판이 게시되었다(노세 전철에서는 유일).
2001년에 제2회 긴키의 역 백선에 선정되었다.

## 역사
- 1978년 12월 12일: 영업 개시.
- 1997년 11월 17일: 특급 "닛세이 익스프레스" 운행 개시.

## 역 구조
2면 2선이지만 일반적인 상대식 승강장과 달리 승강장이 선로 옆과 선로 가운데에 하나씩 있는 구조에서 지상역으로 역사는 교상역사이다. 개통 당초부터 무인역으로 설계되었기 때문에 역 사무실은 설치되지 않았다.
동계(12월 중순부터 2월경)와 하계(2008년 이후)에는 차내 온도 유지 때문에 각 차량에 3곳씩 있는 도어 중에서 중앙의 1개소만 개방하는 도어 컷을 실시한다(일부 시간대나 정차 시간이 짧은 편성은 제외). 이 조치는 한큐 차량으로 운행되는 닛세이 익스프레스에서도 하는 경우가 있다.
개찰 내에는 평일 오전에만 운영하는 간이 매점 등이 있었지만 2011년 3월에 경영 상의 이유로 폐업하였다(단, 개찰 외에는 편의점 로손이 있다). 또한, 개찰 내에는 다목적 화장실도 병설되었다.
개찰구는 다리 위의 1개소 뿐, 남북 양쪽에 출입구가 있다. 지형 관계로, 남쪽 출구 쪽은 대합실 같은 높이지만 북쪽은 승강장과 같은 높이에 지반이 있다.

### 승강장
| 1 | ■ 닛세이 선 | 야마시타・가와니시노세구치 방면 (주로 가와니시노세구치 행과 닛세이 익스프레스)                                    |
| 2 | ■ 닛세이 선 | 야마시타・가와니시노세구치 방면 (주로 야마시타 행 8시 17분발 닛세이 익스프레스도 발차 2량 편성은 2번 선에만 입선) |

## 역 주변
- 한큐 닛세이 뉴타운
- 닛세이추오 사피에
- 닛세이추오 센터 빌딩
- 이나가와 정사무소
  - 닛세이 주민 센터
  - 닛세이추오 역 정보 플라자 INAGAWA
- 다이키
- 이나가와 정 B&G 해양 센터
- 우구이스이케 공원
- 이나가와 정립 마쓰오다이 초등학교
- 효고 지방 도로 68호 가와니시산다 선

## 인접역
| 노세 전철 ■ 닛세이 선     | 노세 전철 ■ 닛세이 선             | 노세 전철 ■ 닛세이 선 |
| ------------------------- | --------------------------------- | --------------------- |
| NS10 야마시타 우메다 방면 | ■ 특급 "닛세이 익스프레스" ■ 보통 | 시·종착역             |